# I colori del mio universo
I colori del mio universo è la seconda collezione, uscita nel 2006 per la Sony Bmg,  composta quasi interamente da inediti di Mia Martini.
Nel primo cd, di inediti assoluti, spiccano Suite per un'anima (del 1972, su testo molto intenso di una giovane Mimì e musica di Michelangelo e Carmelo La Bionda), il "rap ante-litteram" Ma come sto (1982), Meglio sì, meglio se (1975) e soprattutto Grande più di lei (1975), melodica e sofferta.
Nel secondo cd troviamo provini e versioni quasi tutte inedite di brani già noti o comunque già pubblicati: da segnalare l'intensa Ritratti della mia incoscienza (solo chitarra, del 1974), una versione "alternativa" de L'amore è il mio orizzonte, sfortunata canzone pop melodica pubblicata su 45 giri nel 1976.
Vi sono poi Stelle e La costruzione di un amore eseguite al teatro Ciak di Milano, all'interno del concerto "Miei compagni di viaggio" con cui la cantante intendeva abbandonare le scene nel 1983.
Il titolo non brilla per originalità e non tutte le tracce rendono giustizia al talento e alla professionalità che erano qualità proprie dell'artista, ma nel complesso si tratta comunque di un'altra iniziativa interessante.

## Tracce
Cd 1
1. Grande più di lei (inedito) - 1975
2. Così sia (inedito) - 1971
3. E l'amore va (inedito) - 1971
4. Suite per un'anima (inedito) - 1972
5. Meglio si, meglio se (inedito) - 1975
6. You make me feel so good (versione inedita inglese di Alba) - 1973
7. You are my love (versione inedita inglese di Tu sei così) - 1973
8. Ma come sto (inedito) - 1982
9. Io ti... (inedito) - 1977
10. Io, domani io (inedito) - 1975

Cd 2
1. Valsinha (versione inedita) - 1972
2. Minuetto (versione inedita) - 1973
3. Tout petit homme (versione francese di "Piccolo uomo" per la prima volta su cd) - 1973
4. Ritratti della mia incoscienza (versione inedita) - 1974
5. Agapimu (versione inedita) - 1974
6. L'amore è il mio orizzonte (versione inedita) - 1976
7. I'm a woman, I'm a person (versione inglese inedita di "Io donna, io persona") - 1976
8. Stai con me (versione 45 giri per la prima volta su cd) - 1981
9. Stelle (live) - 1983
10. La costruzione di un amore (live) - 1983